# Jean Joseph Dessolles
Jean Joseph Dessolles (Auch, 3 luglio 1767 – Saulx-les-Chartreux, 3 novembre 1828) è stato un generale e politico francese.
Nell'età della Restaurazione, fu Primo ministro di Luigi XVIII dal 29 dicembre 1818 al 18 novembre 1819. Nello stesso periodo ricoprì anche la carica di Ministro degli Affari Esteri.

## Biografia
Nativo di Auch, egli ricevette una brillante formazione dallo zio Irénée-Yves Dessolle, che era vescovo di Digne e poi di Chambéry

### La Rivoluzione francese
Entrò in servizio nel 1792, che lo vide aiutante-generale agli ordini di Napoleone Bonaparte, durante le prime campagne d'Italia.  Il 31 maggio 1797 ricevette il grado di generale di brigata.
Capo di Stato maggiore di Moreau nel 1799, si distinse in Valtellina combattendo contro gli austriaci (1800). Infatti il 5 germinale dell'Anno VII sconfisse gli austriaci nonostante la sua forte inferiorità numerica (metà uomini delle truppe nemiche): furono uccisi 1200 nemici e catturati 4018 cannoni. Assistette alla battaglia di Novi, a quella di Santa Maria, quando fu nominato generale di divisione il 3 aprile 1799, e quella di Lodi, ove si meritò il glorioso nome di "Decio francese". Assistette poi a tutte le battaglie, assedi, passaggi, ecc. fino alla pace di Lunéville.

### L'Impero
Il 30 frimaio dell'Anno X fino all'Anno XII, fu poi rientrò nel servizio militare, passando poi nel servizio straordinario nell'anno XII, ove rimase fino al 1805 come membro del Consiglio di amministrazione della guerra.
Il 12 piovoso dell'Anno XIII fu nominato governatore del palazzo di Versailles. Nel 1805 ricevette la medaglia di Grand'Ufficiale della Legion d'onore.  Fu quindi comandante provvisorio dell'Armata di Hannover. Sostituito da Bernadotte, rimase a disposizione fino al 1808.
Tuttavia nel 1806 entrò in disgrazia per aver mostrato propositi ostili a Napoleone e il 2 febbraio 1806 il suo nome fu cancellato dall'elenco dei Consiglieri. In proposito Napoleone scrisse a Joseph Fouché il 19 termidoro dell'Anno XIII:
(Corrispondenza, XII, n. 9088)

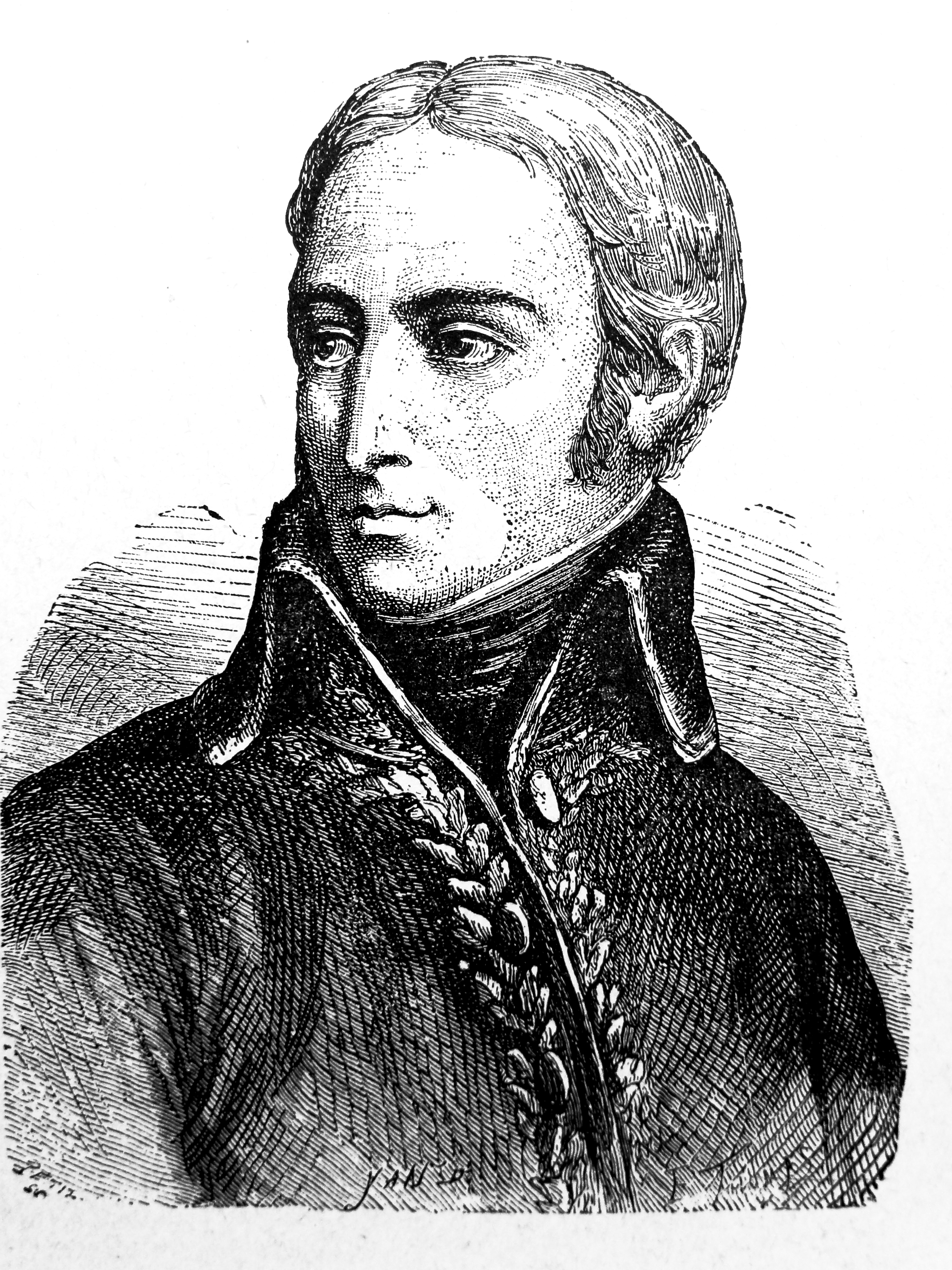
Il marchese Jean Joseph Dessoles ritratto da Yan' Dargent

Egli quindi si ritirò in una sua proprietà presso Auch, la Certosa del Pastissé a Preignan.
Successivamente riottenne i favori imperiali, senza tuttavia essere reintegrato nel Consiglio di Stato, e fu inviato in Spagna, ove prestò servizio come comandante di divisione dal 1809 al 1811. Al comando di una divisione dell'armata di Spagna si distinse nell'affare di Toledo, nella battaglia di Ocaña, nel passaggio dalla Sierra Morena, a Despena-Perros, ecc. Conquistò Cordova, che governò in modo di "riconciliarsi i cuori".
Rientrò in Francia nel febbraio 1811 e a marzo 1812 fu nominato Capo di stato maggiore di Eugenio di Beauharnais. Nel 1812 giunse a Smolensk,ma per problemi di salute dovette rientrare a Parigi.

### La Restaurazione
Nel 1814 il governo provvisorio lo nominò generale in capo della Guardia nazionale e di tutte le truppe della 1ª divisione; il Conte d'Artois lo nominò membro del Consiglio di Stato provvisorio e il re, Ministro di Stato, Pari di Francia, maggior generale di tutte le guardie nazionali del regno, commendatore dell' Ordine di San Luigi, Gran Cordone della Legion d'onore. Questi favori furono la ricompensa per i suoi sforzi presso l'imperatore Alessandro I di Russia per respingere la reggenza di Maria Luisa d'Austria e ristabilire sul trono di Francia i Borboni.
Durante i Cento giorni si oppose al ritorno di Napoleone e si pronunciò nel 1814 in favore dei Borboni. Nel 1817 fu insignito del titolo nobiliare di marchese.
Sotto la Seconda restaurazione egli perseguì una carriera politica. 
Il 28 dicembre 1818 fu nominato Presidente del Consiglio dei Ministri e quando lasciò il Ministero ricevette dalla riconoscenza pubblica il titolo di "Ministro onest'uomo". Fu Presidente del Consiglio dei Ministri e Ministro degli Affari esteri dal dicembre 1818 al novembre 1819, quando si ritirò disgustato dalle richieste del partito reazionario. Egli si mostrò sempre in seguito partigiano delle libertà pubbliche. 

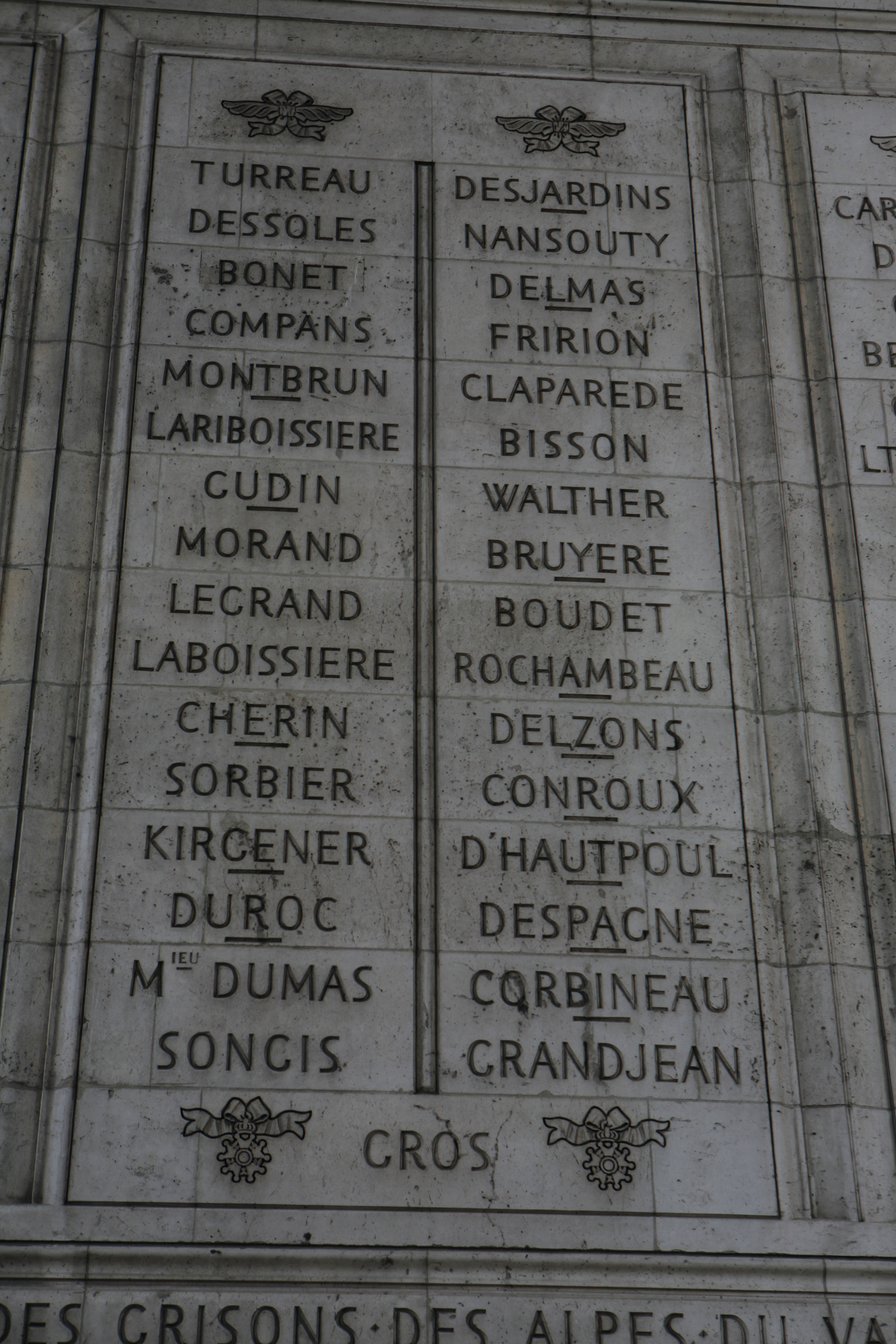
Nomi incisi sotto l'arco di trionfo di Parigi sul pilastro Est

Morì il 3 novembre 1828 sulle sue terre di Saulx-les-Chartreux, nel Castello di Monthuchet. La sua salma fu inumata nel cimitero di Père-Lachaise, 28ª divisione. Il suo nome è inciso sull'Arco di trionfo di Parigi, pilastro Est, 15ª e 16ª colonna.

## Matrimonio e discendenza
Sposò Anne Émilie (1777-1852), figlia del generale Auguste Marie Henri Picot de Dampierre, ed ebbe una sola figlia, Hélène-Charlotte-Pauline (Parigi, 17 luglio 1803 – Parigi, 10 luglio 1864), che andò sposa a Alexandre Jules de La Rochefoucauld (1796-1856), duca d'Etissac.